# European Rural History Organisation
Die European Rural History Organisation (EURHO; Europäische Organisation für ländliche Geschichte) ist der Zusammenschluss von namhaften Instituten für agrargeschichtliche Forschung in Europa. Ziel der Vereinigung ist die Promotion aller Aspekte der agrargeschichtlichen Forschung. Dazu gehören regelmäßige Publikationen und die in zweijährigen Abständen durchgeführten internationalen Konferenzen für Geschichtswissenschaftler zu speziellen Themen der Agrargeschichte. Die Gesellschaft residiert im Institut für Geschichte des ländlichen Raumes in St. Pölten und hat Mitglieder in zahlreichen europäischen Ländern. Zu den Gründungsmitgliedern gehört u. a. das Archiv für Agrargeschichte.